# Praktklocka
Praktklocka (Platycodon grandiflorus) är en art i familjen klockväxter och den enda arten i släktet praktklockor (Platycodon). Den förekommer i södra och västra Sibirien till nordöstra Kina, Korea och Japan på steniga platser bland buskage och i skogsgläntor. Arten odlas som trädgårdsväxt och som säsongsväxt i kruka.
Flerårig ört med pålrot. 50-70 cm, förgrenad upptill. Bladen är smalt äggrunda, motsatta till strödda, 3 till 4 centimeter långa och 2 till 3 centimeter breda, skarpt tandade. Blommorna är stora, 5-7 (8) cm i diameter. Kronan eller hyllet är brett klocklikt och varierar i färg från blått till vitt, mer sällan rosa. Praktklockan blommar under 3-5 veckor under senare delen av sommaren.
Artepitetet grandiflorus (lat.) betyder "med stora blommor".

## Synonymer
- Campanula glauca Thunberg
- Campanula grandiflora Jacques
- Platycodon glaucus (Thunberg) Nakai